# Matilda De Angelis
Matilda De Angelis (Bologna, 11 settembre 1995) è un'attrice italiana.
Nel corso della sua carriera ha vinto il David di Donatello per la migliore attrice non protagonista per L'incredibile storia dell'Isola delle Rose nel 2021, due Nastri d'argento e un Premio Flaiano.
In televisione è nota per i suoi ruoli nella serie Netflix La legge di Lidia Poët (2023-) e nella miniserie HBO The Undoing - Le verità non dette (2020). Parallelamente ha interpretato brani per colonne sonore e collaborato nel singolo Litoranea di Elisa.

## Biografia
Nata a Bologna, suo padre è un grafico ed ex-fumettista; suo fratello più piccolo è l'attore Tobia De Angelis. Frequentato il liceo scientifico Enrico Fermi, si diploma nel luglio 2014. Si avvicina alla musica studiando chitarra e violino dall'età di undici anni e a 13 inizia a comporre canzoni. A 16 anni entra come cantante nel gruppo musicale Rumba de Bodas, con cui incide un album pubblicato nel 2014, Karnaval Fou, e si esibisce in concerti in giro per l'Italia e l'Europa. Parallelamente all'attività musicale, occasionalmente posa come modella di nudo artistico per la fotografa Camilla Cattabriga.
Due mesi prima appare nel videoclip dei Negramaro Tutto qui accade con Alessandro Borghi. Nel frattempo è stata selezionata per il ruolo di Ambra nella serie televisiva Tutto può succedere (2015-2018). Nello stesso anno un amico le suggerisce di presentarsi ad un provino per un film con Stefano Accorsi. A seguito dell'audizione, viene scritturata dal regista Matteo Rovere per il ruolo della protagonista femminile nel film Veloce come il vento, in cui l'attrice interpreta il personaggio di Giulia De Martino e per il quale, nel luglio 2016, riceve al Taormina Film Fest il premio come miglior rivelazione. Vince anche il Premio Guglielmo Biraghi. Viene candidata come migliore attrice protagonista ai David di Donatello 2017 e viene anche proposta nella cinquina del premio per la miglior canzone originale, Seventeen, sempre per Veloce come il vento.
Nel giugno del 2016 viene scelta come protagonista del film Youtopia, per la regia di Berardo Carboni, in cui veste i panni di una ragazza che, divisa fra il fascino illusorio della realtà virtuale e la miseria del mondo reale, sceglie di mettere all'asta online la propria verginità. Il film esce nel maggio 2018. Sempre nel 2018 De Angelis appare nel videoclip di Felicità puttana firmato dai Thegiornalisti (2018).

Successivamente entra a far parte del cast del film di Sebastiano Riso Una famiglia, con Micaela Ramazzotti. A dicembre 2017 è nel film di Alessandro Gassmann Il premio. Nel 2019 è protagonista de I ragazzi dello Zecchino d'Oro, film televisivo per la regia di Ambrogio Lo Giudice, in cui interpreta Mariele Ventre, la giovane musicista e insegnante di musica per bambini che preparò per 35 anni i bambini per lo Zecchino d'Oro e fondò il Piccolo Coro dell'Antoniano; nel film recita assieme a Maya Sansa, Antonio Gerardi, Valentina Cervi, Simone Gandolfo ed Eros Galbiati.

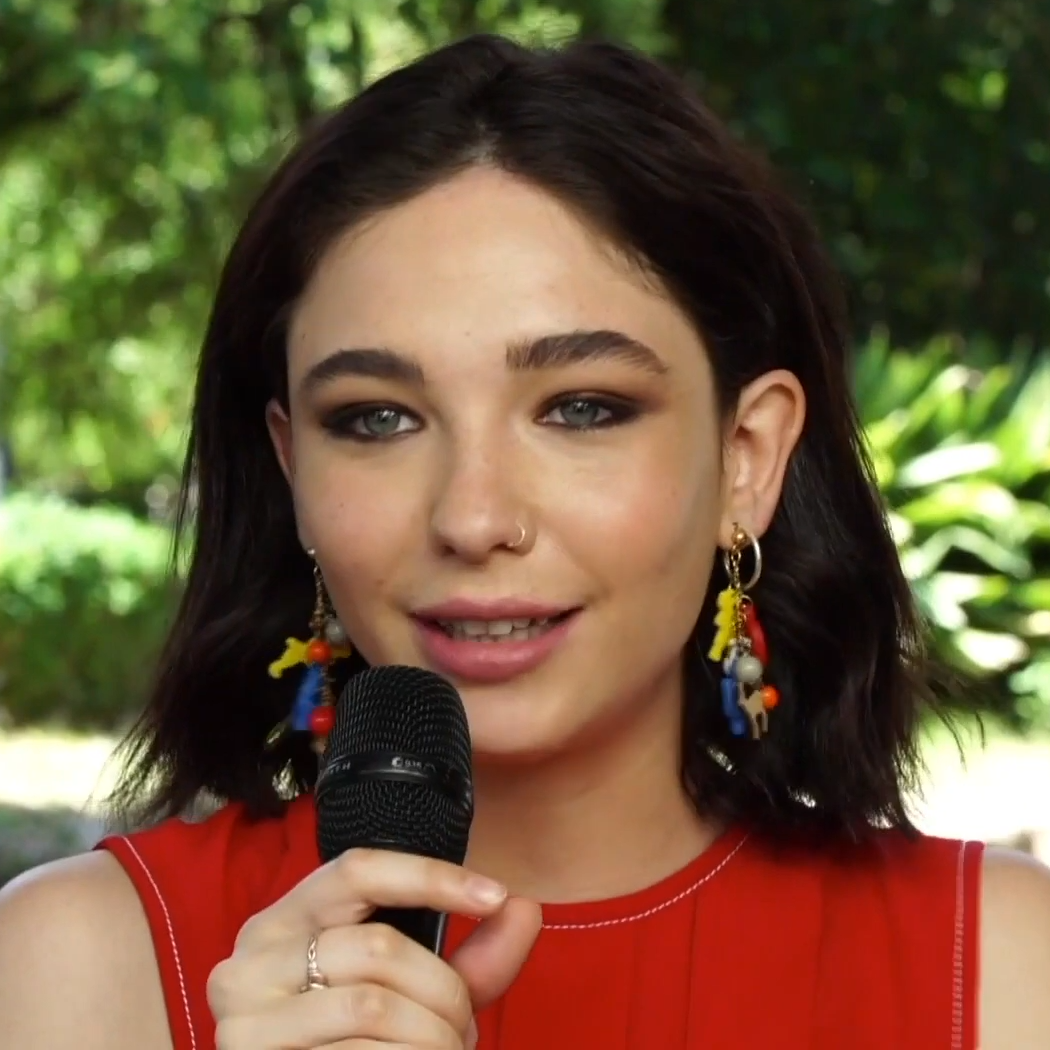
Matilda De Angelis nel 2018

Nel 2020 ottiene il suo primo ruolo di rilievo oltreoceano, prendendo parte alla miniserie The Undoing - Le verità non dette, al fianco di Nicole Kidman e Hugh Grant, ottenendo l'attenzione della critica statunitense per la sua interpretazione. Lo stesso anno recita assieme ad Elio Germano nel film L'incredibile storia dell'Isola delle Rose, con il quale si aggiudica il David di Donatello per la migliore attrice non protagonista ai David di Donatello 2021. Ancora a fine 2020 è impegnata nelle riprese del film Across the River and Into the Trees, produzione internazionale e adattamento del romanzo di Ernest Hemingway Di là dal fiume e tra gli alberi, film uscito nel 2022 e diretto da Paula Ortiz con protagonista Liev Schreiber.
Nel marzo 2021 partecipa alla prima serata del Festival di Sanremo in qualità di co-conduttrice al fianco di Amadeus. Nello stesso periodo prende parte alla serie biografica Leonardo, nella cui edizione italiana è stata però doppiata da Myriam Catania. Lo stesso anno ha recitato nei film italiani Il Materiale Emotivo e Atlas, quest'ultimo premiato con il premio come migliore attrice al Taormina Film Fest.
Nel 2022 ha recitato in Rapiniamo il duce. Nel marzo 2022 recita nel cortometraggio per il lancio della Maserati Grecale. Nel maggio 2022, duetta con Elisa nel singolo estivo Litoranea, quarto estratto dall'album della cantante Ritorno al futuro/Back to the Future.
Nel 2023 è la protagonista della serie Netflix La legge di Lidia Poët, rinnovata per altre 6 puntate l'anno successivo. Nel 2024 è la protagonista della serie Amazon Citadel: Diana. Nel 2025 è protagonista nel film di debutto alla regia di Greta Scarano La vita da grandi, ed è co-protagonista nel film biografico su Goliarda Sapienza Fuori, diretto da Mario Martone e in concorso al 78º Festival di Cannes. Il film fa ottenere a Matilda De Angelis il suo secondo Nastro d'argento alla migliore attrice non protagonista.

## Vita privata
Sua madre scelse per lei il nome Matilda, in onore del personaggio di Natalie Portman in Léon.
Dal 2022 De Angelis ha una relazione con Alessandro De Santis, cantante e frontman del duo musicale Santi Francesi. Vive tra Roma e Milano, dove si è trasferita nel 2024 per stare con il compagno.

## Filmografia

### Cinema
- Veloce come il vento, regia di Matteo Rovere (2016)
- Radice di 9, regia di Daniele Barbiero - cortometraggio (2016)
- Una famiglia, regia di Sebastiano Riso (2017)
- Il premio, regia di Alessandro Gassmann (2017)
- Youtopia, regia di Berardo Carboni (2018)
- Una vita spericolata, regia di Marco Ponti (2018)
- Rumori, regia di SÄMEN - cortometraggio (2018)
- Divine - La fidanzata dell'altro (Der göttliche Andere), regia di Jan Schomburg (2020)
- L'incredibile storia dell'Isola delle Rose, regia di Sydney Sibilia (2020)
- Atlas, regia di Niccolò Castelli (2021)
- Il materiale emotivo, regia di Sergio Castellitto (2021)
- Di là dal fiume e tra gli alberi (Across the River and into the Trees), regia di Paula Ortiz (2022)
- Rapiniamo il duce, regia di Renato De Maria (2022)
- La vita da grandi, regia di Greta Scarano (2025)
- Fuori, regia di Mario Martone (2025)

### Televisione
- L'età dell'oro, regia di Pier Tamburini – miniserie TV (2015)
- Tutto può succedere – serie TV, 42 episodi (2015-2018)
- I ragazzi dello Zecchino d'Oro, regia di Ambrogio Lo Giudice – film TV (2019)
- The Undoing - Le verità non dette (The Undoing), regia di Susanne Bier – miniserie TV (2020)
- Leonardo – serie TV, 8 episodi (2021)
- Call My Agent - Italia – serie TV, episodio 1x04 (2023)
- La legge di Lidia Poët – serie TV, 12 episodi (2023- in corso)
- Citadel: Diana – serie TV, 6 episodi (2024)

## Programmi televisivi
- Festival di Sanremo (Rai 1, 2021) – co-conduttrice
- Diversity Media Awards (Rai 1, 2023) – co-conduttrice

## Videoclip
- Tutto qui accade – Negramaro (2016)
- Elephant and Castle – OAK (2017)
- Felicità puttana – Thegiornalisti (2018)
- Litoranea – Elisa (2022)
- Gatti – Santi Francesi (2024)

## Doppiaggio
- Tía Victoria in Coco (2017)

## Doppiatrici italiane
- Gianna Gesualdo in Di  là dal fiume e tra gli alberi
- Myriam Catania in Leonardo

## Discografia

### Solista

#### Singoli
- 2016 – Domani
- 2016 – Mai dire
- 2016 – Shut Up (feat. Empatee du Weiss)
- 2024 – Lidia (feat. Pier Luigi Pasino)

#### Come artista ospite
- 2019 – Vienimi a cercare (STAG feat. Matilda De Angelis)
- 2020 – Mercy (Andrea Vanzo feat. Matilda De Angelis)
- 2022 – Litonarea (Elisa feat. Matilda De Angelis)

#### Colonne sonore
- 2016 – Seventeen da Veloce come il vento (Original Motion Picture Soundtrack)
- 2017 – Wings da Il premio (Original Movie Soundtrack)
- 2017 – Proof da Il premio (Original Movie Soundtrack)
- 2024 – Ribellati e va! (Rage) da Mary e lo spirito di mezzanotte (Original Movie Soundtrack)
- 2024 – More Emer (Addio Emer) da Mary e lo spirito di mezzanotte (Original Movie Soundtrack)
- 2024 – Sei tutta intorno a me (Forever in our Hearts) da Mary e lo spirito di mezzanotte (Original Movie Soundtrack)

### Con i Rumba de Bodas

#### Album in studio
- 2014 – Karnaval Fou - Rumba de Bodas

## Pubblicità
- Illycaffè (2023)

## Riconoscimenti
- David di Donatello
  - 2017 – Candidatura per la migliore attrice protagonista per Veloce come il vento[15]
  - 2017 – Candidatura per la miglior canzone originale per Veloce come il vento[15]
  - 2021 – Migliore attrice non protagonista per L'incredibile storia dell'Isola delle Rose[38]
- Festival internazionale del cinema di Berlino
  - 2018 – Premio Bacco[39]
  - 2018 – European Shooting Star
- Mostra Internazionale d'arte cinematografica di Venezia
  - 2016 – Candidatura per il premio Kinéo come migliore attrice protagonista per Veloce come il vento
  - 2018 – Premio Kinéo come migliore attrice non protagonista per Il premio
  - 2018 – Candidatura per il premio Kinéo come migliore attrice protagonista per Youtopia
- Nastri d'argento
  - 2016 – Premio Biraghi alla rivelazione per Veloce come il vento[40]
  - 2018 – Candidatura per la migliore canzone originale per Il premio
  - 2025 – Migliore attrice non protagonista per Fuori
- Nastri d'argento - Grandi Serie
  - 2021 – Nastro d'argento Speciale - Performance internazionale per The Undoing - Le verità non dette
  - 2023 – Candidatura per la migliore attrice per La legge di Lidia Poët
- Ciak d'oro
  - 2018 – Candidatura come migliore attrice non protagonista per Il premio
- Premio Flaiano
  - 2016 – Miglior attrice esordiente per Veloce come il vento[41]
- Taormina Film Fest
  - 2016 – Attrice rivelazione dell'anno per Veloce come il vento e Tutto può succedere
  - 2021 – Miglior attrice per Atlas